# سیارک ۱۵۹۲۵
سیارک ۱۵۹۲۵ (به انگلیسی: 15925 Rokycany، نامگذاری:1997VM6)۱۵۹۲۵مین سیارک کشف شده‌است که در ۱۰ نوامبر ۱۹۹۷ کشف شد.